# Паквуд (Ајова)
Паквуд (енгл. Packwood) град је у америчкој савезној држави Ајова. По попису становништва из 2010. у њему је живело 204 становника.

## Демографија
Према попису становништва из 2010. у граду је живело 204 становника, што је -19 (-8.5%) становника више него 2000. године.
| Група             | 2000.       | 2010.       |
| Белци             | 220 (98,7%) | 197 (96,6%) |
| Афроамериканци    | 0 (0,0%)    | 2 (1,0%)    |
| Азијати           | 0 (0,0%)    | 0 (0,0%)    |
| Хиспаноамериканци | 0 (0,0%)    | 1 (0,5%)    |
| Укупно            | 223         | 204         |